# Schlemmin (Bernitt)
Schlemmin ist ein Ortsteil der Gemeinde Bernitt im Landkreis Rostock in Mecklenburg-Vorpommern. 

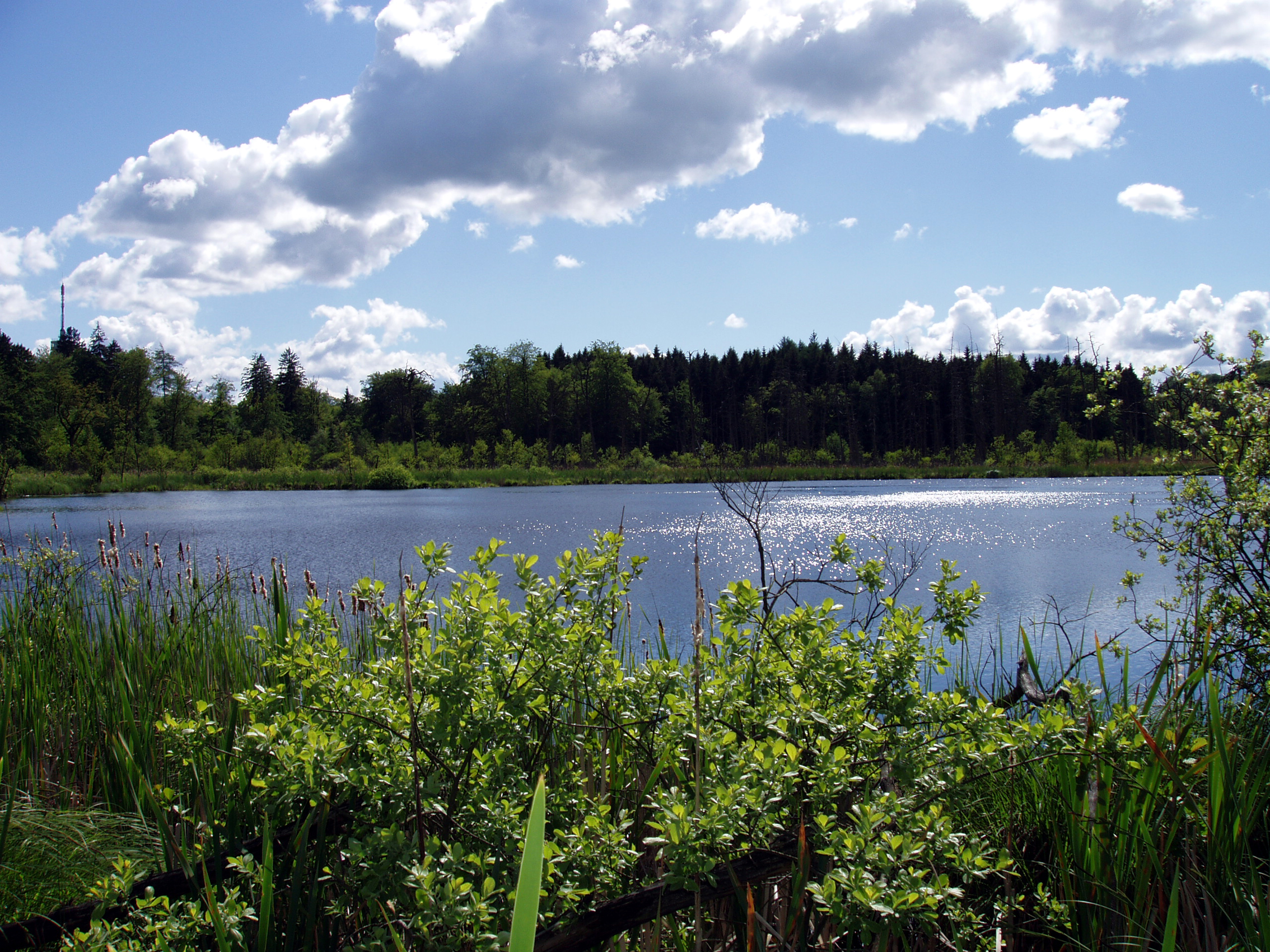
Naturschutzgebiet Hohe Burg und Schwarzer See

## Geografie und Verkehrsanbindung
Der Ort liegt südwestlich des Kernortes Bernitt. Der westlich von Schlemmin gelegene Berg Hohe Burg ist mit 147,4 m Höhe eine der höchsten Erhebungen in Mecklenburg-Vorpommern. Er liegt im 110 ha großen Naturschutzgebiet Hohe Burg und Schwarzer See. Der nahegelegene 2,5 ha große Schwarze See ist der höchstgelegene See Mecklenburgs.
Nordwestlich vom Ort verläuft die A 20 und südlich die Landesstraße 14.

## Geschichte
Der Ort wurde im Jahr 1248 gegründet. Er war viele Jahrzehnte lang eine Waldarbeitersiedlung. Am 1. Januar 2000 wurde die Gemeinde Schlemmin nach Bernitt eingemeindet.

## Sehenswürdigkeiten
- Der Fernsehturm Schlemmin ist ein 94 Meter hoher Sendeturm der Deutschen Telekom AG südwestlich von Schlemmin.
- Der südwestlich des Ortes gelegene Burgwall Schlemmin ist eine altslawische Fluchtburg des 7. bis 9. Jahrhunderts.